# لي ك. وايت
لي ك. وايت (بالإنجليزية: Lee C. White)‏ هو محامي وسياسي أمريكي، ولد في 1 سبتمبر 1923 في أوماها في الولايات المتحدة، وتوفي في 31 أكتوبر 2013 في بيثيسدا في الولايات المتحدة. حزبياً، نشط في الحزب الديمقراطي.